# 2014 FIFAワールドカップ・オセアニア3次予選
このページは、2014 FIFAワールドカップ・オセアニア予選の3次予選の結果をまとめたものである。

## フォーマット
OFCネイションズカップ2012グループリーグ各組上位2チーム、計4チームが参加。
試合は、2012年9月7日から2013年3月26日までにホームアンドアウェーの2回戦総当たり方式で行われ、最上位のチームが大陸間プレーオフに進出。北中米カリブ海3次予選4位のチームと対戦する。

## 結果
| チーム           | 勝点 | 試合 | 勝利 | 引分 | 敗戦 | 得点 | 失点 | 点差 |
| ---------------- | ---- | ---- | ---- | ---- | ---- | ---- | ---- | ---- |
| ニュージーランド | 18   | 6    | 6    | 0    | 0    | 17   | 2    | +15  |
| ニューカレドニア | 12   | 6    | 4    | 0    | 2    | 17   | 6    | +11  |
| タヒチ           | 3    | 6    | 1    | 0    | 5    | 2    | 12   | -10  |
| ソロモン諸島     | 3    | 6    | 1    | 0    | 5    | 5    | 21   | -16  |

| チーム  | チーム           | AWAY                 | AWAY                 | AWAY       | AWAY             |
| チーム  | チーム           | ニュージーランドの旗 | ニューカレドニアの旗 | タヒチの旗 | ソロモン諸島の旗 |
| ------- | ---------------- | -------------------- | -------------------- | ---------- | ---------------- |
| H O M E | ニュージーランド | X                    | 2-1                  | 3-0        | 6-1              |
| H O M E | ニューカレドニア | 0-2                  | X                    | 1-0        | 5-0              |
| H O M E | タヒチ           | 0-2                  | 0-4                  | X          | 2-0              |
| H O M E | ソロモン諸島     | 0-2                  | 2-6                  | 2-0        | X                |

組み合わせ抽選会は、2012年6月26日ニュージーランド・オークランドにあるOFC本部にて実施された。
| 2012年9月7日 15:00 (UTC+11) |

| ソロモン諸島                  | 2 - 0    | タヒチ |
| ファアロド 16分 · テレダ 60分 | レポート |        |

| ローソン・タマ・スタジアム（ホニアラ） 観客数: 22,000人 主審: ジェイミー・クロス |

| 2012年9月7日 18:00 (UTC+11) |

| ニューカレドニア | 0 - 2    | ニュージーランド            |
|                  | レポート | スメルツ 12分 · ウッド 40分 |

| スタッド・ニュマ＝ダリ（ヌーメア） 観客数: 6,000人 主審: ノルベール・アウアタ |

| 2012年9月11日 19:35 (UTC+12) |

| ニュージーランド                                                                            | 6 - 1    | ソロモン諸島    |
| スメルツ 12分 · バルバルセス 25分 · キレン 53分 · ロケッド 69分 · ウッド 80分 · ロハス 83分 | レポート | ファアロド 51分 |

| ノース・ハーバー・スタジアム（オークランド） 観客数: 7,931人 主審: ベルトラン・ビヨン |

| 2012年9月11日 20:00 (UTC-10) |

| タヒチ | 0 - 4    | ニューカレドニア                                             |
|        | レポート | サマン 54分 (o.g.) · カイ 56分, 63分 · ゴプ＝フェネペジ 89分 |

| スタッド・パテール・テ・ホノ・ヌイ（ピラエ） 観客数: 574人 主審: アンドリュー・アチャリ |

| 2012年10月12日 15:00 (UTC+11) |

| ソロモン諸島              | 2 - 6    | ニューカレドニア                                                                       |
| タニト 33分 · ナウォ 59分 | レポート | R. カヤラ 8分 · ゴプ＝フェネペジ 45分, 81分, 90+1分 · フェシ 78分 (o.g.) · アエコ 89分 |

| ローソン・タマ・スタジアム（ホニアラ） 観客数: 8,000人 主審: ピーター・オレアリー |

| 2012年10月12日 20:00 (UTC-10) |

| タヒチ | 0 - 2    | ニュージーランド                |
|        | レポート | スメルツ 24分 · シグムンド 82分 |

| スタッド・パテール・テ・ホノ・ヌイ（ピラエ） 観客数: 600人 主審: ブルース・ジョージ |

| 2012年10月16日 19:35 (UTC+13) |

| ニュージーランド                       | 3 - 0    | タヒチ |
| マグリンチィ 3分, 90+3分 · キレン 90分 | レポート |        |

| AMIスタジアム（クライストチャーチ） 観客数: 10,751人 主審: ジェラルド・オイアカ |

| 2012年10月16日 19:30 (UTC+11) |

| ニューカレドニア                                                        | 5 - 0    | ソロモン諸島 |
| ゴプ＝フェネペジ 4分 · R.カヤラ 8分 · カベウ 30分 · ロロヘア 42分, 87分 | レポート |              |

| スタッド・ニュマ＝ダリ（ヌーメア） 観客数: 4,000人 主審: カデル・ジトゥニ |

| 2013年3月22日 19:45 (UTC+13) |

| ニュージーランド            | 2 - 1    | ニューカレドニア |
| キレン 10分 · スミス 90+4分 | レポート | ロロヘア 56分    |

| フォーサイス・バー・スタジアム（ダニーデン） 観客数: 9,000人 主審: ストレブレ・デロフスキー |

| 2013年3月22日 20:00 (UTC-10) |

| タヒチ                          | 2 - 0    | ソロモン諸島 |
| ブルバル 28分 · ヴァラール 82分 | レポート |              |

| スタッド・パテール・テ・ホノ・ヌイ（ピラエ） 観客数: 550人 主審: アンドリュー・アチャリ |

| 2013年3月26日 15:00 (UTC+11) |

| ソロモン諸島 | 0 - 2    | ニュージーランド |
|              | レポート | ペイン 3分, 88分 |

| ローソン・タマ・スタジアム（ホニアラ） 観客数: 5,600人 主審: アヴェリー・ジャック |

| 2013年3月26日 18:00 (UTC+11) |

| ニューカレドニア | 1 - 0    | タヒチ |
| ロロヘア 86分    | レポート |        |

| スタッド・ニュマ＝ダリ（ヌーメア） 観客数: 1,000人 主審: ラケシュ・ヴァルマン |